# Austin (album av Post Malone)
Austin, stiliserat som AUSTIN, är det femte studioalbumet av den amerikanske sångaren och rapparen Post Malone. Albumet släpptes den 28 juli 2023, lite mer än ett år efter Malones förra studioalbum Twelve Carat Toothache och föregicks av tre singlar; Chemical, Mourning och Overdrive. Skivan är dessutom självbetitlad, det vill säga döpt efter Malones riktiga namn Austin Post.
Albumet är det första av Malones studioalbum att inte innehålla några samarbeten med andra artister.

## Bakgrund[1]
Albumets första singel Chemical släpptes den 14 april 2023. Den 15 maj la Malone ut en video på sina sociala medier där han berättade om sitt kommande album. Han avslöjade titeln och att det enligt honom själv "varit den mest utmanande men mest givande musik han gjort". Dagen därpå visade han upp albumets omslag på sociala medier.
Den andra singeln Mourning släpptes den 19 maj. Albumets låtlista utannonserades via sociala medier den 26 juni tillsammans med ett smakprov på låten Something Real. Albumets tredje singel Overdrive släpptes den 14 juli. Den 2 augusti släpptes en bonusversion utan förvarning, innehållande den extra låten Joy.

## Skivomslag

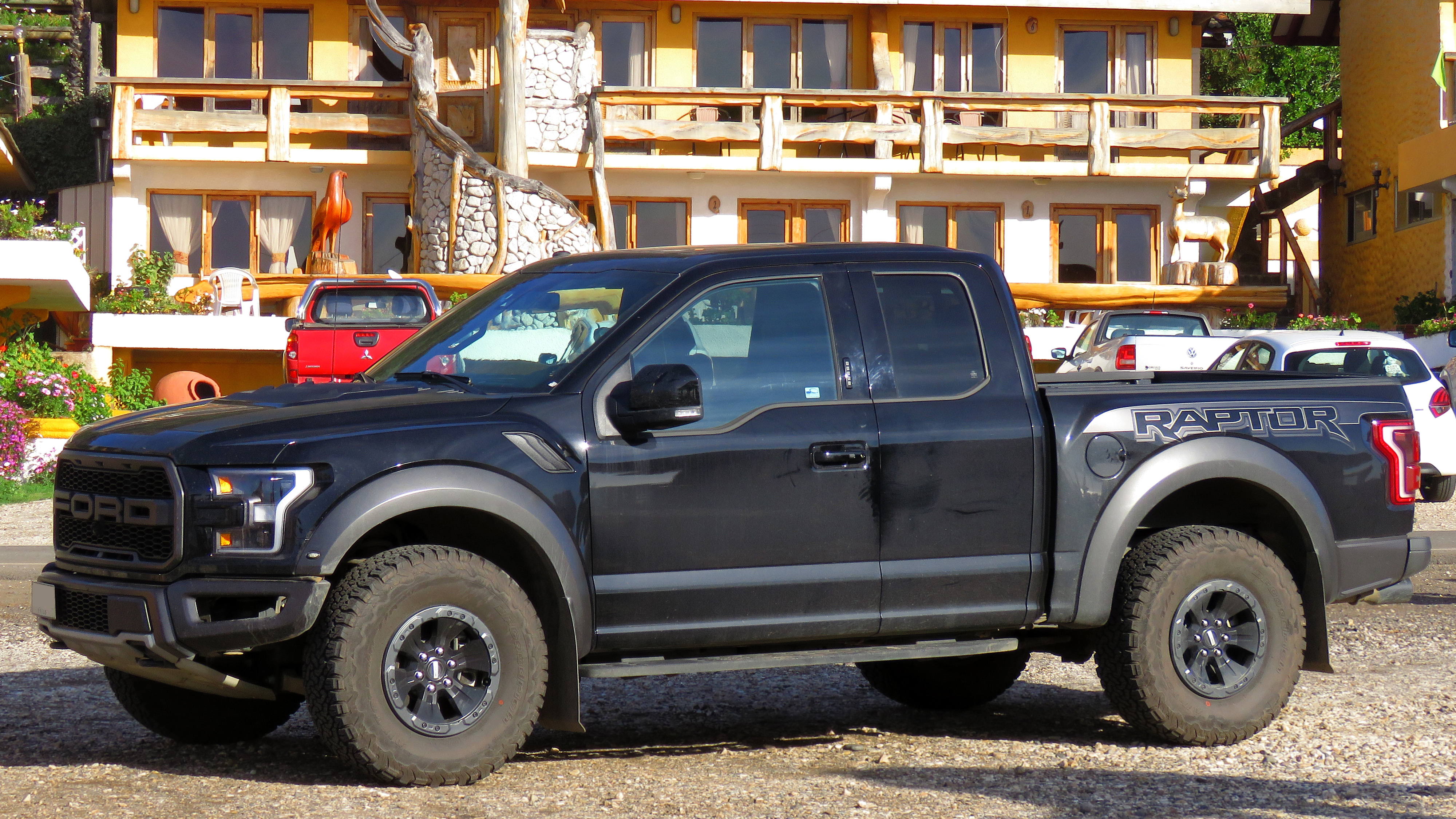
En Ford F-150 Raptor, samma bilmodell som används i albumets marknadsföring.

Albumets omslag visar Malone sittande vid en pool med en Ford F-150 Raptor i bakgrunden, vilken även syns på flera bilder och som siluett i marknadsföringen för albumet. Malone har dessutom en tatuering i nacken föreställande bilen.

## Låtlista[5]
| 1.           | Don't Understand | 3:03  |
| 2.           | Something Real   | 3:25  |
| 3.           | Chemical         | 3:04  |
| 4.           | Novacandy        | 3:17  |
| 5.           | Mourning         | 2:18  |
| 6.           | Too Cool To Die  | 3:25  |
| 7.           | Sign Me Up       | 3:19  |
| 8.           | Socialite        | 3:20  |
| 9.           | Overdrive        | 2:28  |
| 10.          | Speedometer      | 2:42  |
| 11.          | Hold My Breath   | 3:29  |
| 12.          | Enough is Enough | 2:45  |
| 13.          | Texas Tea        | 2:20  |
| 14.          | Buyer Beware     | 2:53  |
| 15.          | Landmine         | 3:05  |
| 16.          | Green Thumb      | 2:39  |
| 17.          | Laugh It Off     | 4:06  |
| Total längd: | Total längd:     | 51:27 |

| 18.          | Joy          | 4:47  |
| Total längd: | Total längd: | 56:34 |